# إرميس إسبينوزا فيلوز
إرميس إسبينوزا فيلوز Ermes Espinoza Veloz (ولد في 30 يوليو 1987) لاعب شطرنج كوبي يحمل لقب أستاذ كبير.

## ألقاب
- حصل على لقب أستاذ كبير عام 2017.

## إنجازات
- شارك في كأس العالم للشطرنج عام 2015، وخرج من الجولة الأولى بعد هزيمته أمام الروسي سيرغي كارياكن.

## روابط خارجية
- إرميس إسبينوزا فيلوز على موقع الاتحاد الدولي للشطرنج (الإنجليزية)
- إرميس إسبينوزا فيلوز على موقع مباريات الشطرنج (الإنجليزية)
- إرميس إسبينوزا فيلوز على موقع 365Chess.com (الإنجليزية)
- إرميس إسبينوزا فيلوز على موقع Chesstempo.com (الإنجليزية)